# Tebaida (Egipto)

Mapa de la Diócesis de Egipto durante el Bajo Imperio romano, en el 400 a. C., con la Tebaida en el sur.

La Tebaida (en griego antiguo: Θηβαΐδα, Thēbaïda o Θηβαΐς, Thēbaïs) es la región del Antiguo Egipto que contiene los trece nomos situados más al sur del Alto Egipto, de Abidos a Asuán. Adquirió este nombre por su proximidad a la capital egipcia de Tebas.

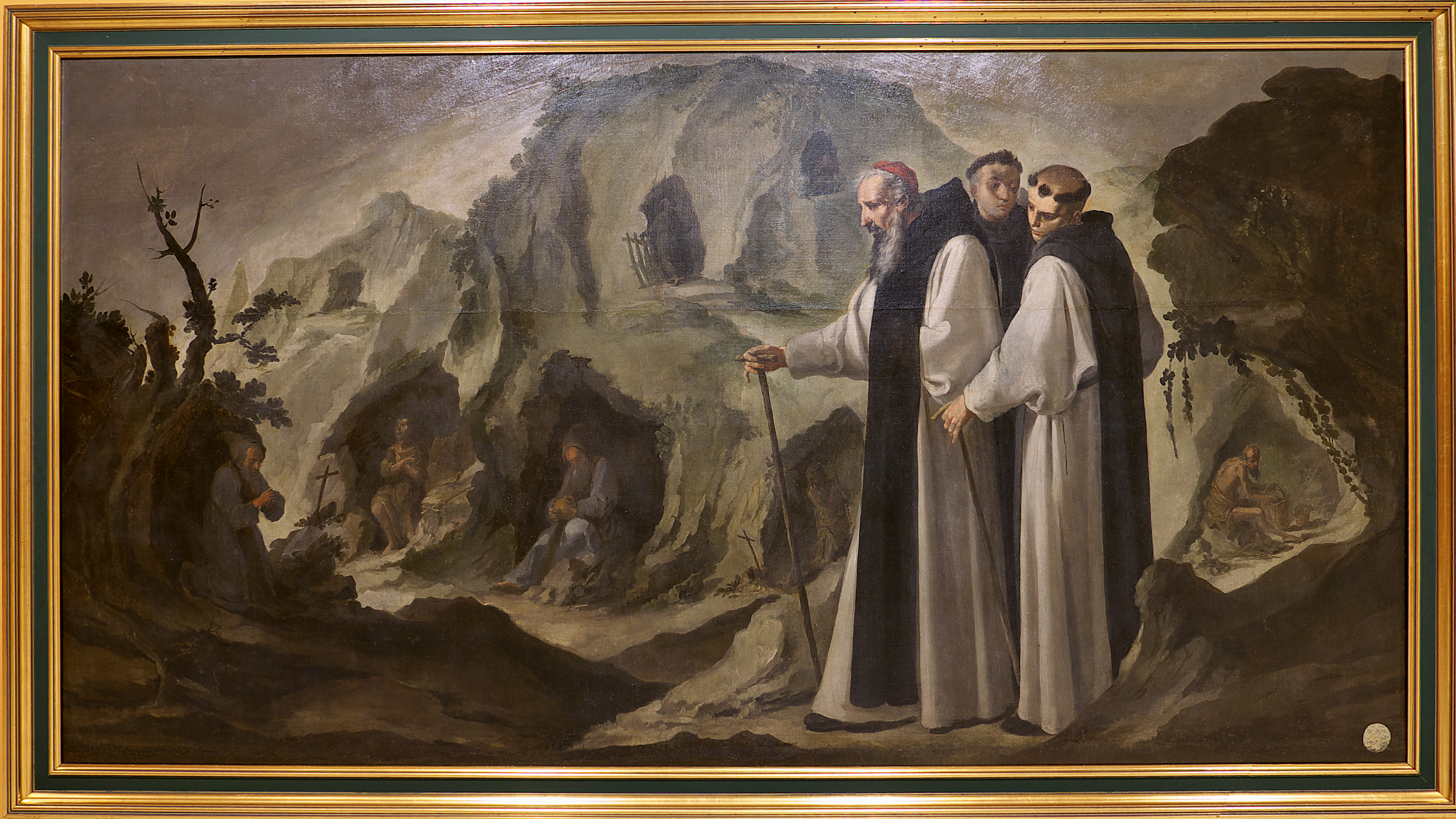
San Jerónimo con los monjes de Tebaida, Juan de Espinal

## Historia
En el Egipto ptolemaico, la Tebaida formó un solo distrito administrativo bajo el epistrategos de Tebas, que también era responsable de supervisar la navegación en el Mar Rojo y el Océano Índico.
Durante el Imperio Romano, Diocleciano creó la provincia de Tebaida, localizando allí las guarniciones correspondientes a las legiones Legio I Maximiana y Legio II Flavia Constantia. Más tarde, la Tebaida fue dividida en Tebaida Superior (en latín: Thebais Superior, en griego: Ἄνω Θηβαΐς, Anō Thēbaïs), que comprendía la mitad meridional, con capital en Tebas, y Tebaida Inferior (en latín: Thebais Inferior, en griego: Θηβαΐς Ἐγγίστη, Thēbaïs Engistē), que comprendía la mitad septentrional, con capital en Ptolemais Hermiou.
Al ser un desierto, la Tebaida se convirtió en un lugar de retiro de numerosos ermitaños cristianos. Esta vida eremítica fue introducida en la Tebaida Inferior por Antonio Abad en el siglo III. Pacomio, a fines del siglo IV, tras vivir un tiempo como ermitaño, decidió crear una regla para monjes en comunidad que tuvieran el trabajo y una vida sencilla y austera como medio de subsistencia. En el arte cristiano, la Tebaida fue representada como un eremitorio o lugar con numerosos monjes, anacoretas y ermitaños, sinónimo de monaquismo.